# Westend, Esbo
Westend är en stadsdel i sydöstra delen av Esbo stad och hör administrativt till Stor-Hagalund storområde.
Westend är ett av Finlands dyraste bostadsområden. Stadsdelen befinner sig 10 km från Helsingfors centrum och 2 kilometer från Hagalund. Westend förbinds med Helsingfors centrum via Västerleden.
Westend uppstod på 1930-talet då ägaren av Hagalunds gård, tennisspelaren Arne Grahn, sålde ut området och arkitekten Ragnar Gustafsson upprättade en stadsplan för detta. Efter år 1935 då broarna till Helsingfors centrum blev klara ökade tomtförsäljningen. Området marknadsfördes som "Helsingfors nyaste förstad". Områdets ursprungliga namn var Hirböle (finska Hiirala).
Udden Björnholm ligger i Westend.